# 1995년 5월
| 1995년: 1월 · 2월 · 3월 · 4월 · 5월 · 6월 · 7월 · 8월 · 9월 · 10월 · 11월 · 12월 |

| <          | 1995년 5월  | 1995년 5월 | 1995년 5월 | 1995년 5월 | 1995년 5월 | >          |
| 일         | 월          | 화         | 수         | 목         | 금         | 토         |
|            | 1 4.2 임진  | 2 3 계사   | 3 4 갑오   | 4 5 을미   | 5 6 병신   | 6 7 정유   |
| 7 8 무술   | 8 9 기해    | 9 10 경자  | 10 11 신축 | 11 12 임인 | 12 13 계묘 | 13 14 갑진 |
| 14 15 을사 | 15 16 병오  | 16 17 정미 | 17 18 무신 | 18 19 기유 | 19 20 경술 | 20 21 신해 |
| 21 22 임자 | 22 23 계축  | 23 24 갑인 | 24 25 을묘 | 25 26 병진 | 26 27 정사 | 27 28 무오 |
| 28 29 기미 | 29 5.1 경신 | 30 2 신유  | 31 3 임술  |            |            |            |

| 편집하기 |

## 1995년5월 27일
- 대법원이 지존파 일당 6명에 대한 사형을 최종 확정하다.

## 1995년5월 14일
- SBS네트워크 출범됨에 따라 KNN (舊 PSB 부산방송), TBC대구방송, KBC광주방송, TJB대전방송 4개민영방송 개국.

## 1995년5월 11일
- 핵확산 방지조약이 무기한으로 연장되다.

## 1995년5월 10일
- 김해시 등 시군 통합되어 도농복합시들이 출범하다.